# Nicholas Kasirer
Nicholas Kasirer est un juge puîné à la Cour suprême du Canada depuis 2019, après avoir siégé à la Cour d'Appel du Québec pendant dix ans. Il est diplômé de la Faculté de droit de l'Université McGill, où il a servi en tant que rédacteur en chef de la Revue de Droit de McGill et où il a servi en tant que Doyen de la Faculté de 2003 à 2009,. Le 10 juillet 2019, le gouvernement de Justin Trudeau propose sa nomination pour combler un siège réservé au Québec à la Cour suprême du Canada en remplacement du juge Clément Gascon.
Il a entre autres déjà été chercheur invité au Département de linguistique et de traduction de l'Université de Montréal et il a écrit des textes sur la jurilinguistique avec le professeur Jean-Claude Gémar. Il a aussi écrit la préface du dictionnaire de common law en français La common law de A à Z.